# A79 road

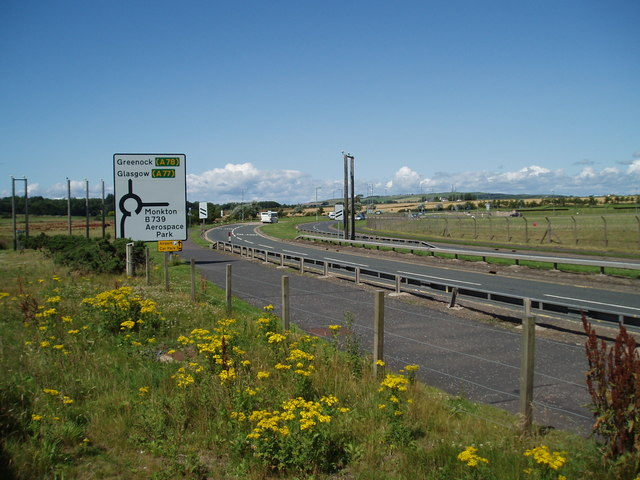
Wegweiser an der A79 nahe dem Flughafen

Die A79 road (englisch für Straße A79) gehört mit einer Länge von 12,1 km zu den kürzesten der zweiziffrigen A-Straßen in Großbritannien. Sie verbindet die Stadt Ayr mit dem Flughafen Glasgow-Prestwick und schließt im Süden an die A70 road sowie im Norden bei Monkton (South Ayrshire) an die A78 road an. Die Straße ist nicht als Primary route ausgewiesen.